# رالف يدمر الإنترنت
رالف يدمر الإنترنت (بالإنجليزية: Ralph Breaks the Internet)‏ هو فيلم أمريكي كوميدي ومغامرات، والفيلم من إنتاج والت ديزني أنيمايشن ستوديوز. سيكون تتمة للجزء الأول رالف المدمر الذي صدر في 2012، تم إطلاق الفيلم جزء ثاني في 21 نوفمبر، 2018 بواسطة والت ديزني بيكتشرز.

## البطولة
- جون ك. رايلي بدور رالف
- ساره سلفرمان بدور فانلوب فون شوارتز
- جام مكبراير بدور فيكس إت فيليكس
- جين لينتش بدور الرقيبة تامورا جين كالهون
- تاراجي بيندا هينسون بدور يس
- ألن توديك بدور نوز مور
- غال غادوت بدور شانك
- جيمس كوردن
- أنا أورتيز
- سوزان لوتشي
- هاميش بليك
- بيل هادر
- جينيفر هيل بدور سندريلا
- كيت هيغينز بدور أورورا
- جودي بينسون بدور آريل
- بيج أوهارا بدور بل
- ليندا لاركين بدور ياسمين
- أيرين بيدارد بدور بوكاهانتس
- مينغ نا ون بدور مولان
- أنيكا نوني روز بدور تيانا
- ماندي مور بدور رابونزل
- كيلي ماكدونالد بدور مريدا
- كريستين بيل بدور آنا
- إيدينا مينزيل بدور إلسا
- أولي كرافايو بدور موانا
- باميلا ريبون بدور سنو وايت